# زانکت پتر ایندراو
زانکت پتر ایندراو (به آلمانی: Sankt Peter in der Au) یک منطقهٔ مسکونی در اتریش است که در بخش امستیتن واقع شده‌است. زانکت پتر ایندراو ۴٬۹۵۸ نفر جمعیت دارد.